# George Fuller (Maler)

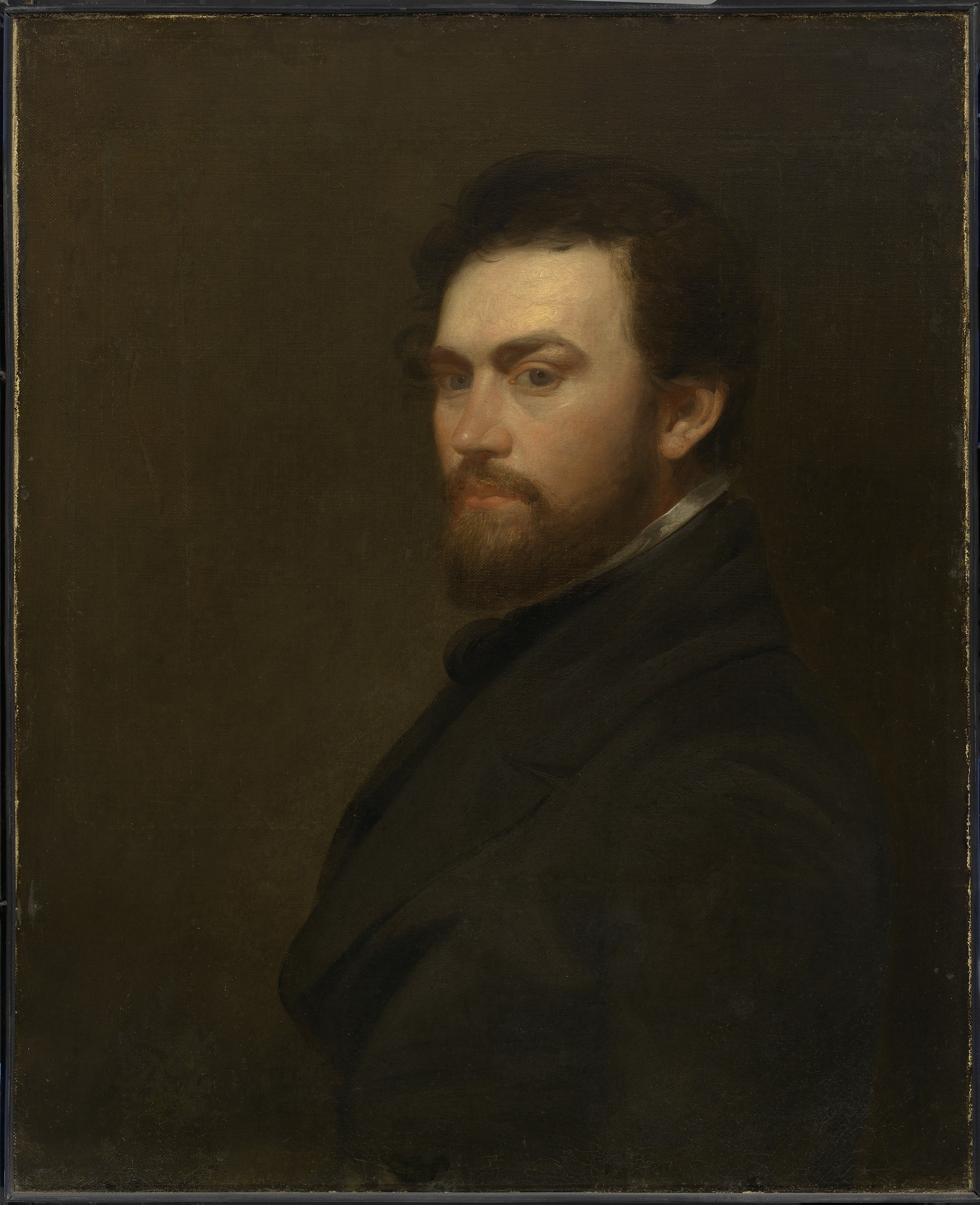
George Fuller: Selbstporträt, 1860. National Portrait Gallery

George Fuller (* 17. Januar 1822 in Deerfield, Massachusetts; † 21. März 1884 in Brookline, Massachusetts) war ein US-amerikanischer Porträt- und Landschaftsmaler.

## Leben
George Fuller wurde auf einer Farm in Deerfield, Massachusetts geboren. Sein Vater Aaron Fuller war Farmer, seine Mutter Fanny Negus stammte aus Petersham, Massachusetts. Obwohl seine Eltern seinen künstlerischen Neigungen zunächst ablehnend gegenüberstanden, begann George schon als Jugendlicher zu malen. Mit 13 Jahren zog er nach Boston, um in einem Lebensmittelgeschäft zu arbeiten, kehrte aber bald nach Deerfield zurück. Später arbeitete er in Illinois als Landvermesser für eine Eisenbahngesellschaft, bevor er wieder nach Deerfield zurückkehrte und die Deerfield Academy besuchte, wo er in seiner Freizeit malte.
Nach kurzen, erfolglosen Experimenten mit der Daguerreotypie wurde George Fuller zum reisenden Porträtmaler, der mit seinem Halbbruder und seiner Tante das Hinterland von New York bereiste. 1842 verbrachte er mehrere Monate in Albany, um bei dem Bildhauer Henry Kirke Brown zu studieren, einem Freund aus Deerfield, den er auf einer Vermessungsreise kennengelernt hatte. Als Brown nach Italien aufbrach, kehrte George Fuller nach Massachusetts zurück und trat 1843 der Boston Artists' Association bei. In den folgenden fünf Jahren führte er Porträtaufträge aus, wobei er seine Zeit zwischen Boston und dem Landesinneren aufteilte. Dann zog er nach New York City, wo er sich 1848 an der Antiquity School der National Academy of Design einschrieb. 1853 wurde er außerordentliches Mitglied der Akademie.
Seine Jahre in New York und Brooklyn (wohin er 1852 übersiedelte) wurden durch gelegentliche Sommeraufenthalte in Deerfield und drei Reisen in die Südstaaten unterbrochen, wo er sich mit Porträts beschäftigte und eine Reihe von Genreskizzen anfertigte, wobei sein besonderes Interesse der Sklavenbevölkerung galt. Zu seinem New Yorker Freundeskreis gehörten zu dieser Zeit auch Anhänger der amerikanischen Präraffaeliten. Fullers bis dahin unauffällige Karriere geriet jedoch ins Stocken, als sein Vater 1859 starb. Der Künstler beschloss, nach Deerfield zu ziehen, um die Familienfarm zu leiten, unternahm aber 1860 zunächst eine sechsmonatige Europareise. Nach seiner Rückkehr heiratete er Agnes Gordon Higginson und ließ sich auf der Farm nieder, wo er Cranberries und Tabak anbaute.
George Fuller plante eine Karriere als Farmer, malte wenig und stellte nur selten aus. Im Jahr 1875 fielen die Tabakpreise und er musste Konkurs anmelden. Fullers zweite Malerkarriere begann im folgenden Jahr, als er eine Gruppe von Gemälden in Boston ausstellte, um seine finanziellen Verluste auszugleichen. Bei seiner zweiten Einzelausstellung 1877 wurde er als visionäres Wunder gefeiert, das aus der jahrelangen ländlichen Anonymität herausgetreten war und eine neue Schule poetischer, nachdenklicher Malerei begründete, die nur noch wenig mit seinem früheren geradlinigen Naturalismus zu tun hatte. Fullers neue Gemälde zeigen idealisierte weibliche Figuren (vor allem junge Mädchen), düstere Landschaften und historische, puritanische Themen.
George Fullers überraschender Erfolg blieb nicht auf Boston beschränkt. Ab 1878 schickte er jedes Jahr Bilder nach New York. Während er an der National Academy wenig begeistert aufgenommen wurde, begrüßten ihn die jüngeren Mitglieder der Society of American Artists als einen der ihren und wählten ihn bald zu ihrem Mitglied. Die Sommer verbrachte er weiterhin in Deerfield, die Winter jedoch in Boston oder in der Nähe der Küste. Er starb 1884 in seinem Winterhaus in Brookline, Massachusetts.

## Werk

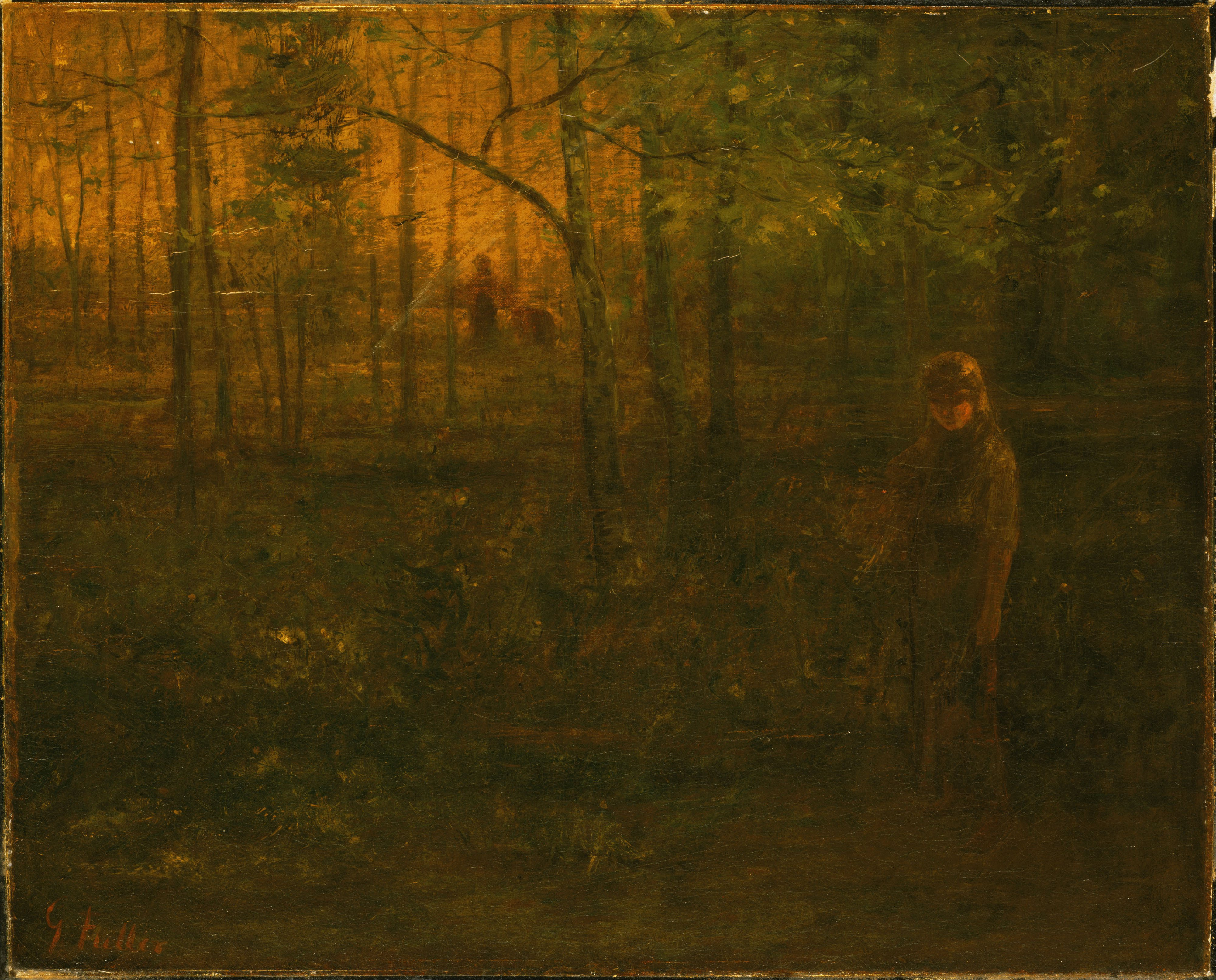
George Fuller: Afterglow, um 1880. Phillips Collection

George Fullers frühe Arbeiten bestanden hauptsächlich aus Porträts, die er während seiner Reisen als Auftragsarbeiten anfertigte. Nach seiner Rückkehr zur Malerei in den 1870er Jahren wandte er sich poetischen und stimmungsvollen Darstellungen des ländlichen Lebens und allegorischen Szenen zu. Seine Gemälde zeichnen sich durch weiche, verschwommene Konturen und eine gedämpfte Farbpalette aus, die eine traumhafte Atmosphäre erzeugen. George Fullers Werke befinden sich heute in bedeutenden Sammlungen, darunter das Museum of Fine Arts in Boston und das Metropolitan Museum of Art in New York.